# Alfred Faust

Alfred Faust

Alfred Faust (* 15. Dezember 1883 in Sulzmatt im Oberelsass; † 14. Juni 1961 in Bremen) war Werbefachmann, Redakteur, sozialdemokratischer Politiker und Pressesprecher des Bremer Senats.

## Biografie

### Familie, Ausbildung und Beruf
Der Vater von Faust war Klempnermeister und Winzer im Elsass.
Faust machte eine kaufmännische Ausbildung und eine Druckerlehre. Außerdem besuchte er zeitweise ein katholisches theologisches Seminar in St. Didié und ein Lyceé in Belgien. Seinen Wehrdienst absolvierte er bei den Grenadieren in Berlin. Ab 1905 erteilte er französischen Privatunterricht. Anschließend arbeitete er in der freien Wirtschaft als Angestellter. So war er u. a. auch 1908 Vertreter der Magdeburger Gerstenmühle in Italien. Von 1909 bis 1914 war er Korrespondent und bald darauf Werbeleiter der Firma Kaffee Hag in Bremen. Er betreute dabei unter anderem auch verlegerisch die im Verlag Kaffeehag Bremen erscheinende Kulturzeitschrift Die Güldenkammer. Zwischen 1914 und 1918 war er Kriegsteilnehmer.

### Politik und Redakteur
1917 trat Faust der USPD bei. 1918, nach seiner Rückkehr nach Bremen, trat er für die Bremer Räterepublik ein. Im Dezember 1918 war er Delegierter beim 1. Reichsrätekongress in Berlin. Im Januar und Februar war Faust Mitglied des Rats der Volksbeauftragten in Bremen. Außerdem war er auch Mitglied des Bremer Vollzugsrates sowie Leiter des Kommissariats für Presse und Propaganda und Redakteur der beschlagnahmten Bremer Bürger-Zeitung.
Nach der Niederschlagung der Räterepublik wurde Faust Chefredakteur der Bremer Arbeiterzeitung. Im März 1919 wurde er in die verfassungsgebende Bremer Nationalversammlung gewählt. Von 1920 bis 1933 war Faust Mitglied der Bremer Bürgerschaft. Im Jahr 1922 wechselte er zusammen mit der Rumpf-USPD zur SPD über. Beruflich war damit der Wechsel als Redakteur zu der von Wilhelm Kaisen geleiteten Bremer Volkszeitung verbunden. 1928 wurde er Chefredakteur der Zeitung.
Am 6. November 1932 wurde Faust in den Reichstag gewählt, aber erst im März 1933 wurde seine Wahl bestätigt. Am 1. März 1933 hielt er an einer Wahlveranstaltung im Hinblick auf die Reichstagswahl 1933 eine Rede in den Centralhallen. Ende März verhalf Faust Rudolf Breitscheid zur Flucht in die Schweiz, kehrte aber selbst nach Bremen zurück. Am 28. April 1933 wurde er von der SA der Nazis in Schutzhaft genommen und in die Konzentrationslager Mißler in Findorff und Ochtumsand sowie im Bremer Untersuchungsgefängnis gefangen gehalten. Besonders im KZ Mißler wurde Faust körperlich stark misshandelt. Unmittelbar danach saß er bis 1934 in einem Gefängnis in Bremen ein. Nach seiner Entlassung wurde Faust aus Bremen ausgewiesen und siedelte nach Berlin über. Dort arbeitete er auf Vermittlung durch Ludwig Roselius bis 1944 im Angelsachsenverlag. Als dieser geschlossen wurde, floh Faust 1944 in seine Heimat Elsass und arbeitete dort bis 1949 als Redakteur in Mülhausen.
Faust kehrte im August 1949 nach Bremen zurück und leitete zunächst den Angelsachsenverlag. Er engagierte sich wieder in der SPD. Vom 11. Juli 1950 bis zu seinem Tod war er Leiter der Pressestelle des Bremer Senats. Nach seinem Tode fand für ihn ein Staatsakt im Bremer Rathaus statt.

## Ehrungen
- Die Alfred-Faust-Straße in Kattenturm/Kattenesch im Stadtteil Bremen-Obervieland wurde 1968 nach ihm benannt.
- Die Schule an der Alfred-Faust-Straße in Kattenesch trägt seinen Namen.